# Ханкследен, Иоганн Эрнст фон
Иоганн Эрнст фон Ханкследен (нем. Johann Ernst Hanxleden; 1681, Остеркаппельн, близ Оснабрюка, Нижняя Саксония — 20 марта 1732, Палаюр, ныне Керала, Индия) — немецкий иезуит, миссионер, грамматик, лексикограф, филолог, автор поэм на санскрите и малаялам.

## Биография
Изучал философию в Оснабрюке. Окончив учение, вызвался участвовать в миссии в Индию и 30 октября 1699 отправился в тяжёлое путешествие через Италию, Турцию, Сирию, Армению и Персию, 13 декабря 1700 года достигнув порта Сурат в Гуджарате. Во время путешествия был принят в орден иезуитов. Из Сурата Ханкследен отправился в Гоа, где завершил новициат. Затем, готовясь принять сан, он завершил образование в иезуитской миссии в Амбазхакаде. Особо усердно он изучал местный язык малаялам и сирийский — литургический язык индийских христиан святого Фомы; также овладел латынью, португальским и тамильским. В 1706 году Ханкследен был рукоположён в священники.
В 1707—1711 годах совершил множество миссионерских поездок по территории нынешнего штата Керала, проповедуя новую религию и изучая местные обычаи. В 1712 обосновался в селении Велур, выстроил там церковь и прожил до 1729 года. Это время Ханкследен посвятил пристальному изучению языков Индии, давшему исключительно важные результаты. Его перу принадлежит первая в Европе грамматика санскрита, рукопись которой была использована кармелитом Паолино да Сан Бартоломео для написания своей санскритской грамматики, изданной в 1790 году. Кроме того, Ханкследен стал и первым европейцем, сочинявшим стихи на санскрите. Им же созданы первая грамматика и первый словарь языка малаялам, в развитие которого он внёс большой вклад как поэт. Ханкследен — автор поэм «Путтенпаана» (о жизни Христа) и «Чатурантиям» (аллегорическое описание страстей человека); отрывки из них до сих пор исполняются в богослужении и быту южноиндийских христиан.
Ханкследен умер от укуса змеи в Палаюре, одном из важнейших христианских центров Кералы; похоронен в местной церкви, по преданию, основанной святым Фомой. Дом и церковь, построенные им в Велуре, охраняются как исторические памятники.